# Gingidia harveyana
Gingidia harveyana là một loài thực vật có hoa trong họ Hoa tán. Loài này được (F.Muell.) J.W.Dawson mô tả khoa học đầu tiên năm 1976.